# Budapest Titans 2022
Questa voce raccoglie le informazioni riguardanti i Budapest Titans nelle competizioni ufficiali della stagione 2022.

## Divízió I 2022

### Stagione regolare
| 2 aprile 2022 1ª giornata | Budapest Titans | 40 – 29 | DEAC Gladiators |  |

| 17 aprile 2022 3ª giornata | VSD Rangers | 22 – 28 | Budapest Titans |  |

| 30 aprile 2022 5ª giornata | Szombathely Crushers | 13 – 20 | Budapest Titans |  |

| 14 maggio 2022 7ª giornata | Budapest Titans | 62 – 20 | Tatabánya Mustangs |  |

| 28 maggio 2022 9ª giornata | Budapest Titans | 40 – 19 | Budapest Cowbells 2 |  |

| 25 giugno 2022 11ª giornata | CFS Guardians | 14 – 16 | Budapest Titans |  |

### Playoff
| 9 luglio 2022 Semifinale | Budapest Titans | 38 – 14 | Budapest Cowbells 2 |  |

| 23 luglio 2022 Pannon Bowl | Budapest Titans | 18 – 13 | Szombathely Crushers |  |

## Statistiche di squadra
| Competizione      | %Vittorie | In casa | In casa | In casa | In casa | In casa | In casa | In trasferta | In trasferta | In trasferta | In trasferta | In trasferta | In trasferta | Totale | Totale | Totale | Totale | Totale | Totale |
| Competizione      | %Vittorie | G       | V       | N       | P       | Pf      | Ps      | G            | V            | N            | P            | Pf           | Ps           | G      | V      | N      | P      | Pf     | Ps     |
| ----------------- | --------- | ------- | ------- | ------- | ------- | ------- | ------- | ------------ | ------------ | ------------ | ------------ | ------------ | ------------ | ------ | ------ | ------ | ------ | ------ | ------ |
| Stagione regolare | 1.000     | 3       | 3       | 0       | 0       | 142     | 68      | 3            | 3            | 0            | 0            | 64           | 49           | 6      | 6      | 0      | 0      | 206    | 117    |
| Playoff           | 1.000     | 2       | 2       | 0       | 0       | 56      | 27      | 0            | 0            | 0            | 0            | 0            | 0            | 2      | 2      | 0      | 0      | 56     | 27     |
| Totale            | 1.000     | 5       | 5       | 0       | 0       | 198     | 95      | 3            | 3            | 0            | 0            | 64           | 49           | 8      | 8      | 0      | 0      | 262    | 144    |